# Liste des commanderies templières en Rhône-Alpes
| Cette liste recense les commanderies et maisons de l'Ordre du Temple qui ont existé dans l'ancienne région Rhône-Alpes. |

## Faits marquants et histoire

Blason de Rhônes-Alpes

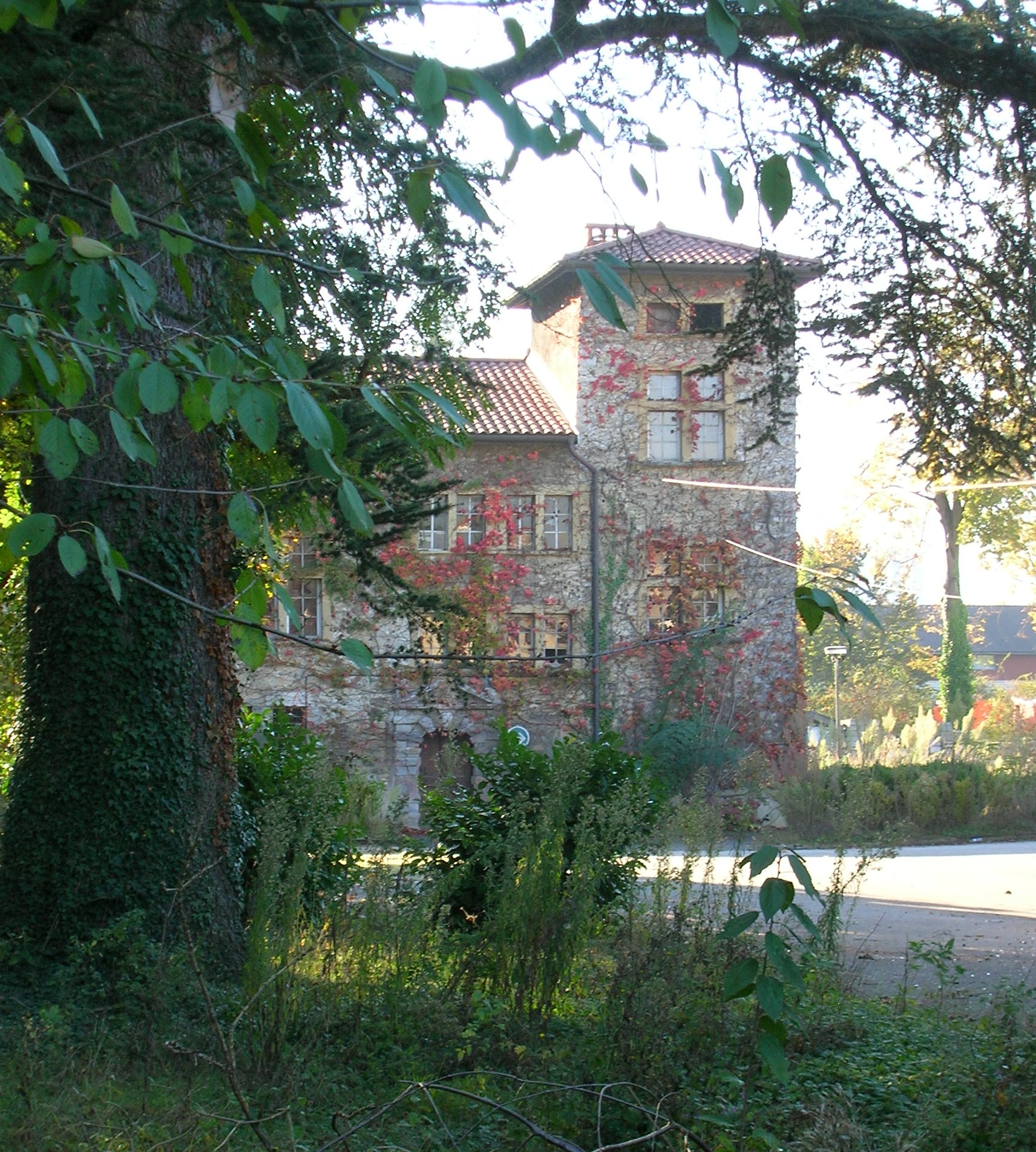
Le soi-disant « Château des Templiers » d'Échirolles.

Aux XIIe et XIIIe siècles, cette région était partagée entre différents comtés, notamment celui d'Albon (Dauphiné) et celui de Savoie (à l'Est).

## Commanderies
| Commanderie               | Ville actuelle (ou à proximité) | Observations |
| ------------------------- | ------------------------------- | --- |
| Acoyeu                    | Brens                           | Domus Templi d'Acoyeu (1261) |
| Albon                     | Albon                           | [ 3 ] |
| Avallon                   | Saint-Maximin                   | Maison Maison du Temple d'Avallon (1218) |
| Beaulieu                  | Mirabel-aux-Baronnies           | [ 6 ] |
| Boynezac                  | La Touche                       | Devient une commanderie hospitalière après 1317 |
| Chambéry                  | Chambéry                        | Devient la commanderie hospitalière dite de Saint-Jean-du-Temple à partir de 1371. Auparavant les Hospitaliers étaient au sud de la cathédrale, rue Croix-d'Or                                                                                                  |
| Curtaringe                | Viriat                          | Maison dépendante de Laumusse |
| Échirolles                | Échirolles                      | Maison ou commanderie ? |
| Les Ecopets               | Vernoux                         | Maison ou commanderie ? |
| Ecorcheloup               | Montluel                        | À proximité du hameau de Jailleux, |
| Gland                     | Saint-Maurice-en-Gourgois       | [ 13 ] |
| Jalès                     | Berrias-et-Casteljau            | Inscrit MH (1981), |
| Lachau                    | Lachau                          | [ 3 ] |
| L'Aumusse                 | Crottet                         | Fratres de Mucia (1186) Fratres Militie Templi Jerosolomitani de Mucia (1240) Preceptor domus de Lamucy et de Corchylou (1283) Domus milicie Templi de Mucia et de Bella Villa (1287) Domus Templi de Lammens Eduensis diocesis ; preceptor de la Muce (procès) |
| Le Col-de-Menée           | Treschenu-Creyers               | [ 17 ] |
| Lus-la-Croix-Haute        | Lus-la-Croix-Haute              | Inscrit MH (2005) |
| Lyon                      | Lyon, 2e arrondissement         | [ 19 ] |
| Maconnex                  | Ornex                           | Maison |
| Molissole                 | Druillat / Pont d'Ain           | , |
| Montélimar                | Montélimar                      | Domus Templi de Montilio |
| Montiracle                | Villemoirieu                    | [ 24 ] |
| Moussy                    | Cornier                         | A vérifier |
| Saint-Émilien             | Valence                         | , Domus Templi de Valencia (1201), Domus milicie Templi Valencie et de Garausone (1294) |
| Saint-Paul-Trois-Châteaux | Saint-Paul-Trois-Châteaux       | (1136) Quartier Saint-Jean, |
| Vaulx                     | Vaulx-Milieu                    | , Domus Templi de Valt |
| Verneuil                  | Saint-Cyprien                   | Domus Templi (1264) |
| Villars                   | Villars-les-Dombes              | , Templum de Vilariis (c.1250) fratri Poncio Lugdunensi, preceptori domus milicie templi de Vilars (1274) Pons de Lyon, commandeur de Villars (1274, 1280) |

| localisation en Rhône-Alpes (Liens vers les articles correspondants) |
| --- |
| \| Suisse Franche- Comté Bourgogne Auvergne Languedoc- Roussillon Provence-Alpes-Côte d'Azur Piémont Vallée d'Aoste Acoyeu Albon Avallon Beaulieu Belleville Boynesac Bressieux Chambéry Chatre Curtaringe Échirolles Les Ecopets Ecorcheloup Gland Grozon Jalès Lachau L'Aumusse La Corbière Col-de-Menée Lus Lyon Mably (Roanne) Maconnex Marlhette Molissole Montélimar Montiracle Moussy Ornacieux St-Émilien St-Laurent-en-R. St-Paul- · Trois-Châteaux Le Temple Le Touvet Vaulx Verneuil Villars Vourey \| |
| Suisse Franche- Comté Bourgogne Auvergne Languedoc- Roussillon Provence-Alpes-Côte d'Azur Piémont Vallée d'Aoste Acoyeu Albon Avallon Beaulieu Belleville Boynesac Bressieux Chambéry Chatre Curtaringe Échirolles Les Ecopets Ecorcheloup Gland Grozon Jalès Lachau L'Aumusse La Corbière Col-de-Menée Lus Lyon Mably (Roanne) Maconnex Marlhette Molissole Montélimar Montiracle Moussy Ornacieux St-Émilien St-Laurent-en-R. St-Paul- · Trois-Châteaux Le Temple Le Touvet Vaulx Verneuil Villars Vourey       |

## Autres lieux
- Dans l'Ain:
  - Des granges à Domenas[N 4], Miribel, Montluel et la maison dite de « Tanay » (Tramoyes)[N 5] qui dépendaient d'Ecorcheloup[12]. Rien ne permet d'affirmer qu'il s'agissait de commanderies contrairement à ce qui est mentionné dans certains ouvrages de vulgarisation.

- En Ardèche:
  - Domaine / grange de Grozon[36] (Garausone, 1294) qui dépendait de la commanderie Saint-Etienne de Valence[37]

- Dans la Drôme:
  - Maison du Temple de Chamier[38], commune de Saint-Paul-Trois-Châteaux[N 6]
  - Maison du Temple et église Saint-Vincent (disparues), quartier Saint-Vincent, commune de Saint-Paul-Trois-Châteaux[39].
  - Maison du Temple de Saint-Laurent-en-Royans (domum Sancti Laurencii in Roanis, que fuit condam Militie Templi, 1314)[40]

- En Isère[41]:
  - Maison du Temple des Abrets
  - Allevard (Temple de)
  - Maison du Temple d'Avallon
  - Maison du Temple de Bressieux (preceptor de Bresiaco, c.1250)[42]
  - Maison du Temple de Beaurepaire / La Valloire
  - Bennet (Temple de), commune de Merlas
  - Bessay / Recoing (Temple de)
  - Cluze-et-Paquier (Temple de)
  - Maison du Temple d'Echirolles
  - Jons / Pommier (Temple de)
  - Mens, (Temple de)
  - Maison du Temple de Montiracle
  - Maison du Temple d'Ornacieux
  - Le Perier (Temple de)
  - Maison du Temple de Planaise / Réaumont
  - Commanderie de Richerenches (Dauphiné) de 1136 à 1320
  - Saint-Blaise-de-Buis
  - Saint-étienne-de-Grossey
  - Tirieu
  - Touvet (le)[43]
  - Vienne
  - Villard-Benoît
  - Maison du Temple de Vourey (1236)[44]

- Dans la Loire:
  - La maison du Temple de « Chartre » (domus Templi de Chatres, 1367)[45],[46], commune de Saint-Étienne-le-Molard
  - La maison du Temple de Marlhette[47] (1250, 1281) et la seigneurie qui s'y rattachait, dépendante de la commanderie du Puy au Puy-en-Velay (cf. liste en Auvergne)[48],[49],[50],[N 7].
  - La maison du Temple de Mably[N 8], commune de Saint-Romain-la-Motte[51]. Elle devient le membre du Temple de Roanne dépendant de la commanderie de Verrières après sa dévolution.

- Dans le Rhône:
  - La maison du temple de Belleville[52] (1223) qui dépendait de Laumusse (baillie templière de Bourgogne).

- En Savoie:
  - Le Touvet, commune de Sainte-Hélène-du-Lac[5]
  - Le Temple, commune de Saint-Michel-de-Maurienne (1181)[53]
  - La maison du Temple de La Corbière, commune de Saint-Pierre-de-Belleville (1260)[54]

## Possessions douteuses ou à vérifier
- Un prieuré des Templiers aux tours Saint-Jacques avec une chapelle sous le vocable de Saint Philippe et de saint Jacques, commune d'Allèves en Haute-Savoie[55].
- La maison du Temple de Clansayes dans le département de la Drôme: Assertion de l'abbé Boyer mais aucune mention avérée de cette maison. Elle n'apparait pas dans le cartulaire de Richerenches ni ailleurs contrairement à celle toute proche de Saint-Paul-Trois-Châteaux. D'autre part, la commanderie hospitalière Sainte-Marie de Toronne n'est mentionnée que bien après la dévolution[56] et les templiers n'ont reçu qu'un modeste don en 1164 du « bois de Pansier » près de Clansayes[57].
- La commanderie de Lachal dans le département de la Drôme: Origine templière douteuse dans la mesure où une commanderie de l'ordre de Saint-Jean de Jérusalem est attestée à partir de 1263[58] et que le moulin du Temple dépendant de Lachal était celui d'Albon.
- Une maison du Temple à Vizille en Isère: Emile-Guillaume Léonard mentionne un document de 1314 citant la maison du Temple de Vizille[N 9]. Pour d'autres publications plus récentes, Vizille est d'origine hospitalière[59].